# Sohnreyia excelsa
Sohnreyia excelsa är en vinruteväxtart som beskrevs av Kurt Krause. Sohnreyia excelsa ingår i släktet Sohnreyia och familjen vinruteväxter. Inga underarter finns listade i Catalogue of Life.